# Akimsola Boussari
Akimsola Boussari (ur. 10 marca 1986 w Enugu) – togijski piłkarz pochodzenia nigeryjskiego grający na pozycji obrońcy.

## Kariera
Karierę rozpoczął w AS Douanes Lomé. W latach 2008–2009 grał w nigeryjskim Enugu Rangers. W 2009 roku reprezentował barwy marokańskiego Difaa El Jadida. W sezonie 2010/2011 grał w Warri Wolves. Został powołany na PNA 2010, lecz reprezentacja Togo wycofała się z turnieju.